# ملاویس
ملاویس روستایی از توابع بخش جلگه سنخواست شهرستان جاجرم در استان خراسان شمالی ایران است.

## جمعیت
این روستا در دهستان دربند قرار دارد و براساس سرشماری مرکز آمار ایران در سال ۱۳۸۵، جمعیت آن ۲۲۶ نفر (۵۴خانوار) بوده‌است.

## زبان
در روستای ملاویس زبان تاتی رایج است.